# قطر الندى (فلم)
قطر الندى فيلم سينمائي مصري، من إنتاج عام 1951، وبطولة أنور وجدي وشادية وإسماعيل ياسين، وإخراج وإنتاج أنور وجدي.

## فريق العمل
- أنور وجدي في دور وحيد
- شادية
- إسماعيل ياسين
- سراج منير
- زينات صدقي
- الياس مؤدب
- صلاح منصور
- رياض القصبجي

## روابط خارجية
- مقالات تستعمل روابط فنية بلا صلة مع ويكي بيانات